# Couture-d'Argenson
Couture-d'Argenson is een gemeente in het Franse departement Deux-Sèvres (regio Nouvelle-Aquitaine) en telt 410 inwoners (2004). De plaats maakt deel uit van het arrondissement Niort.

## Geografie
De oppervlakte van Couture-d'Argenson bedraagt 23,6 km², de bevolkingsdichtheid is 17,4 inwoners per km².
De onderstaande kaart toont de ligging van Couture-d'Argenson met de belangrijkste infrastructuur en aangrenzende gemeenten.

## Demografie
Onderstaande figuur toont het verloop van het inwonertal (bron: INSEE-tellingen).